# Хандибіна Юрта
Ханди́біна Ю́рта (рос. Хандыбина Юрта) — селище у складі Івдельського міського округу Свердловської області.
Населення — 2 особи (2010, 3 у 2002).
Національний склад населення станом на 2002 рік: мансі — 100 %.